# Новосветловский
Новосветловский — посёлок в Октябрьском районе Ростовской области.
Административный центр Коммунарского сельского поселения.

## История
Основан в 1932 году как усадьба совхоза «Трансторгпит» подсобного хозяйства СКЖД. В 1987 году указом Президиума Верховного Совета РСФСР посёлку ДорУРСа СКЖД присвоено наименование Новосветловский.

## Население
| 2010 |
| ---- |
| 977  |

## Улицы
| - пер. Весёлый, - пер. Выгонный, - пер. Донецкий, - ул. Железнодорожная, - ул. Зелёная, - пер. К. Маркса, - ул. Кирова, | - пер. Комсомольский, - пер. Луговой, - ул. Мелиховская, - ул. Мичурина, - ул. Мокроусова, - ул. Московская, - пер. Московский, | - пер. Мостовой, - пер. Прогонный, - ул. Продольная, - пер. Северный, - пер. Тупиковый, - ул. Школьная, - ул. Южная. |  |

## Достопримечательности
На расстоянии 3,5 км западнее посёлка находится древнее Поселение Турбута-1.